# John Delavau Bryant

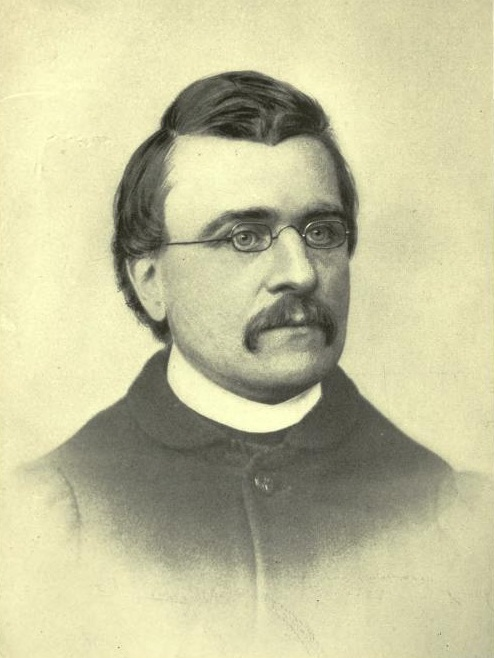
John Delavau Bryant

John Delavau Bryant (ur. 1811, zm. 1877) – katolicki poeta amerykański. Urodził się w rodzinie protestanckiej. Jego ojciec był pastorem episkopalnym. Studiował w Episcopalian Academy. Naukę kontynuował na University of Pennsylvania. W 1839 otrzymał bakalaureat, a w 1842 magisterium. Potem wstąpił General Theological Seminary of the Protestant Episcopal Church w Nowym Jorku. Po roku opuścił uczelnię i udał się w podróż po Europie. Po powrocie zmienił wyznanie na rzymskokatolickie (1842). Następnie rozpoczął studia medyczne na Uniwersytecie Pensylwanii. Dyplom uzyskał w 1848. W 1855 ofiarnie pracował jako lekarz w czasie epidemii febry w Portsmouth i Norfolk w Wirginii. W 1857 ożenił się z Mary Harriet Riston. Przez dwa lata był wydawcą pisma Catholic Herald. Jego najważniejszym dziełem jest epos Redemption, zainspirowany wizytą w Jerozolimie. W 1852 opublikował kontrowersyjną powieść Pauline Seward, która była bardzo popularna wśród katolików i doczekała się dziesięciu wydań. W 1855 wydał dzieło The Immaculate Conception of the Blessed Virgin Mary, Mother of God przedstawiające nowo ustanowiony dogmat o Niepokalanym Poczęciu Najświętszej Maryi Panny.